# Gente Ruim Só Manda Lembrança pra Quem Não Presta
Gente Ruim Só Manda Lembrança pra Quem Não Presta é o quarto álbum da banda brasileira Gangrena Gasosa. É o primeiro álbum da banda em sete anos e  é o primeiro com a participação dos membros Minoru Murakami, Gê, Diego Padilha e Eder Santana e o último com a participação do baterista Renzo.
O álbum foi feito com a ajuda de uma campanha de crowdfunding. É, até o momento, o disco mais longo da banda, batendo o seu antecessor (Se Deus É 10, Satanás É 666) por quase um minuto.

## Faixas
| N.º            | Título                          | Duração |  |
| 1.             | "Ponto de Abertura"             | 2:42    |  |
| 2.             | "Gente Ruim"                    | 3:28    |  |
| 3.             | "Terno do Zé"                   | 2:28    |  |
| 4.             | "Encosto"                       | 2:04    |  |
| 5.             | "Carnossauro Diet"              | 2:39    |  |
| 6.             | "Trabalho Pra 20 Comer"         | 3:13    |  |
| 7.             | "Farda Preta de Caveira"        | 2:20    |  |
| 8.             | "Se Liga Doidão (Zé Droguinha)" | 4:13    |  |
| 9.             | "O Saci"                        | 3:18    |  |
| 10.            | "Fiscal de Cu"                  | 2:29    |  |
| 11.            | "Jogo do Bicho"                 | 2:32    |  |
| 12.            | "Darkside"                      | 1:08    |  |
| Duração total: | Duração total:                  | 32:34   |  |

## Participações
- Angelo Arede (Zé Pelintra) - vocal
- Eder Santana (Omulu) - vocal
- Minoru Murakami (Exu Caveira) - guitarra
- Diego Padilha (Tranca-Rua) - baixo
- Gê (Pomba Gira) - percussão
- Renzo Borges (Exu Mirim) - bateria